# Иванна
„Иванна“ (на украински: Іванна) е съветски антирелигиозен филм от 1959 година.

## Сюжет
1940 година. Иванна Ставничная (Инна Бурдученко), дъщеря на архиерея Теодосий (Анатолий Моторний) кандидатства в Лвовския университет, основан след установяването на съветската власт, макар секретарят на приемната комисия, прикрит националист, да и казва, че не е приета заради социалния и произход. Иванна обвинява съветската власт в несправедливост, но всъщност нейния годеник Роман Герета (Вячеслав Воронин), отявлен католик, скрива от нея истината за поканата от учебното заведение. Разстроената Иванна търси помощ от митрополит Андрей Шептицкий, глава на униатската църква в Украйна, и той я съветва да постъпи в манастир.
Започва Великата отечествена война, германците превземат Лвов. Иванна вижда как служителите на църквата сътрудничат на окупаторите, давайки благословията си за разправа с партизаните, евреите и мирните граждани на Лвов. Приятелката на Иванна, Юля (Дана Крук), я въвежда в партизанската идея. Иванна решава да помогне на партизаните и постъпва в техния отряд, но униатите разбират за това и започват да преследват младата партизанка. Животът на Иванна завършва трагично, германските преследвачи я залавят и след мъчителни разпити я екзекутират.

## В ролите
- Инна Бурдученко като Иванна Ставничная
- Анатолий Моторний като Теодосий Ставничний
- Дана Крук като Юля
- Пьотр Вескляров като Панас Голуб
- Евгений Пономаренко като Садаклий
- Владимир Гончаров като капитан Журженко
- Владимир Аркушенко като старши- лейтенант Николай Зубар
- Владимир Далский като оберфюрер Алфред Дитц
- Вячеслав Воронин като Роман Герета
- Борис Мирус като секретаря на приемната комисия Дмитрий Каблак
- Лев Олеский като френския музикант Емил Леже

## Награди
- Втора награда за най-добър филм от Всесъюзния кинофестивал в Киев през 1960 година.

## Интересни факти
В СССР филма се радва на изключителен интерес, но в католическия свят предизвиква негодувание и възмущение. Римо- католическата църква, начело с папа Йоан XXIII слага своето проклятие върху филма, заради това, че главната героиня Иванна демонстративно маха кръста от врата си. В Западна Украйна на вярващите- униати им е било забранено да го гледат, затова и той никога не е бил излъчван там.